# Steve Mann

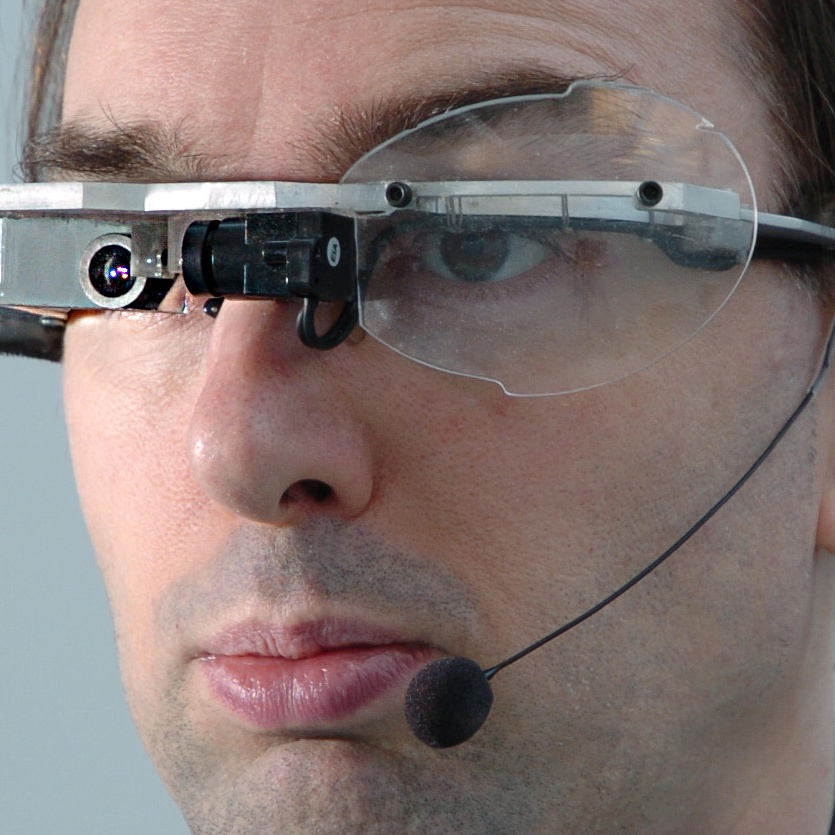
Steve Mann

Steve Mann, född 1962 i Hamilton i Kanada, är en forskare och uppfinnare mest känd för sitt arbete med "computational photography", wearable computing och High Dynamic Range. Mann har också skrivit ett flertal böcker, bland annat Cyborg.